# Rhantus andinus
Rhantus andinus är en skalbaggsart som beskrevs av Michael Balke 1998. Rhantus andinus ingår i släktet Rhantus och familjen dykare. Inga underarter finns listade i Catalogue of Life.